# Witte Terreur (Hongarije)

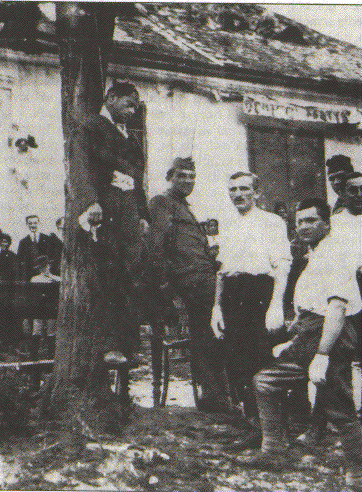
Een gehangene tijdens de Witte Terreur

De Witte Terreur (Hongaars: Fehérterror) in Hongarije was een periode van twee jaar (1919-1921) van repressief geweld door contrarevolutionaire soldaten, met het doel om elke steun voor de kortstondige Hongaarse Radenrepubliek en zijn Rode Terreur in de kiem te smoren. Ten tijde van de Witte Terreur werden tienduizenden mensen gevangengezet zonder proces. Ongeveer 1.000 mensen, waaronder vele joden, werden vermoord.

## Achtergrond
Tegen het einde van de Eerste Wereldoorlog onderging het politieke landschap in Hongarije snelle en ingrijpende veranderingen. De Oostenrijks-Hongaarse monarchie waar Hongarije deel van uitmaakte, was in elkaar aan het storten. De zegevierende geallieerden waren vastbesloten om Hongarijes etnisch diverse grensgebieden aan het land te onttrekken en deze toe te kennen aan de Staat van Slovenen, Kroaten en Serven, Tsjecho-Slowakije en het Koninkrijk Roemenië. Hierdoor verloor Hongarije na het Verdrag van Trianon in 1920 twee derde van zijn landoppervlakte en een derde van zijn Hongaarstalige bevolking. 
In deze volatiele omstandigheden lukte het niet om een stabiele regering te vormen. In maart 1919 richtte een coalitie van communisten de Hongaarse Radenrepubliek op. De Hongaarse Communistische Partij onder leiding van Béla Kun deelde de lakens uit in het land, hoewel de regering ogenschijnlijk werd geleid door een coalitie van de communisten met de Sociaaldemocratische Partij. Het bewind van Kun duurde minder dan vier maanden, maar deze periode, die bekend staat als de Rode Terreur, was er een van verhoogde politieke spanningen en onderdrukking. De arrestaties en executies die hieruit resulteerden, zorgden ervoor dat de regering slechts beperkte steun genoot bij de bevolking. Kuns bewind leidde uiteindelijk tot een Roemeense inval. Hongaarse pogingen om Slovakije en Zevenburgen te behouden mislukten toen Roemeense troepen tijdens deze oorlog Hongarije binnenvielen, waarbij ze in augustus 1919 zelfs Boedapest bereikten. Na de Roemeense inval gingen de meeste Hongaarse communisten in ballingschap. In augustus 1919 werd ten slotte de Radenrepubliek ten val gebracht en werd de Hongaarse Republiek opgericht.

## Eerste fase van de Witte Terreur
In het zuiden van Hongarije werd een tegenregering gevormd, de zogenaamde Tegenregering van Szeged, ter vervanging van de Radenrepubliek. Aan het hoofd van de militaire steunpilaar van deze regering, het "Nationaal Leger", stond Miklós Horthy, voormalig admiraal van de Oostenrijks-Hongaarse marine. Onder de officieren die onder Horthy dienden, bevonden zich ultranationalistische soldaten die uit wraak voor de Rode Terreur wreedheden begingen en zo aanhangers van de communisten wilden uitschakelen en de bevolking wilden intimideren en aan het nieuwe gezag doen gehoorzamen.
De pogroms en afslachtingen werden uitgevoerd door eenheden van het Nationaal Leger onder leiding van Miklós Horthy en paramilitaire organisaties. Deze eenheden, bekend onder de naam "Witte Garde", voltrok een operatie van moord, foltering en vernedering. Standrechtelijke executies van mensen die verdacht werden van communistische sympathieën waren schering en inslag. Hun slachtoffers werden vaak op openbare plaatsen verhangen als waarschuwing voor anderen. De definitie van de Witte Garde van wie nu net een vijand was, was heel breed. Doelwit waren ook boeren, mensen met een liberale opvatting en vaak ook joden, die dikwijls de schuld kregen van de revolutie, omdat het communistische bestuur grotendeels uit joden bestond.
De gebieden die het hardst te lijden hadden onder de Witte Terreur waren Transdanubië, de ruime omtrek rond Horthy's hoofdkwartier in Siófok en het laagland tussen de Donau en de Tisza, waar massamoorden internationaal de aandacht trokken.

## Tweede fase van de Witte Terreur

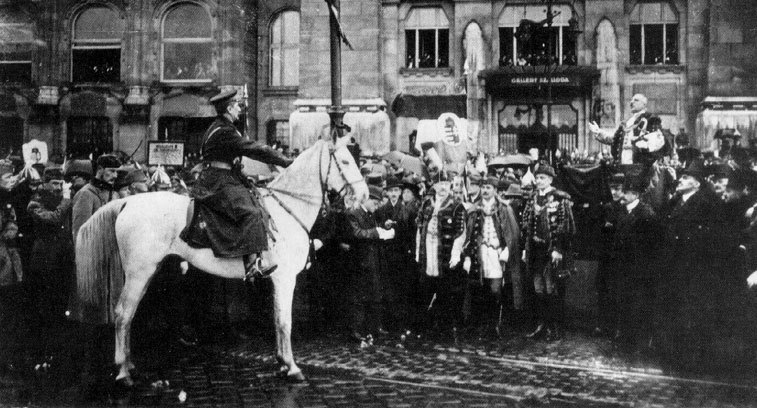
Miklós Horthy in Boedapest op 16 november 1919, aan het hoofd van het Nationaal Leger

Het Nationaal Leger viel in november 1919 Boedapest binnen. Vier maanden later werd Miklós Horthy regent van het nieuwe Koninkrijk Hongarije. Deze overwinning betekende echter geenszins het einde van de Witte Terreur. De reactionaire eenheden werden zelfs uitgebreid en bleven hun doelwitten nog bijna twee jaar lang terroriseren. Het politiek gemotiveerde geweld ontaardde in wraakmoorden en ontvoeringen met winstoogmerk. Officieren van de Witte Garde wedijverden onderling om de macht en spanden samen om elkaar te vermoorden. Horthy's biograaf Thomas L. Sakmyster besloot dat Horthy in 1919 de andere kant opkeek, terwijl de furie van de Witte Garde door het land raasde.

## Einde van de Witte Terreur
Tegen 1920 was de terreur merkbaar afgenomen. In 1921 werd Pál Prónay, de meest notoire aanvoerder van de Witte Garde, vervolgd voor misdaden tijdens de Witte Terreur. Nadat Prónay een mislukte poging had ondersteund om de Habsburgse koning Karel IV opnieuw op de Hongaarse troon te zetten, werd zijn bataljon ontbonden. Ondanks het einde van Prónay's bataljon, vonden er ook na 1921 nog sporadisch aanvallen plaats.